# Платовське сільське поселення
Платовське сільське поселення — муніципальне утворення у Неклинівському районі Ростовської області.
Адміністративний центр поселення — село Весело-Вознесенка.

## Населення
За переписом населення 2010 року проживає 3 023 осіб, в тому числі:
- росіяни — 2 771 (91,72 %)
- українці — 105 (3,48 %)
- вірмени — 52 (1,72 %)
- греки — 25 (0,83 %)
- білоруси — 11 (0,36 %)
- молдавани — 8 (0,26 %)
- татари — 7 (0,23 %)
- німці — 4 (0,13 %)
- інші — 38[3]

## Адміністративний устрій
До складу Платовського сільського поселення входять:
- село Весело-Вознесенка — 2000 осіб (2010 рік);
- хутір Максимов — 305 осіб (2010 рік);
- селище Приазовський — 718 осіб (2010 рік).